# Björn Vleminckx
Björn Vleminckx (Boom, 1 de dezembro de 1985) é um ex-futebolista belga.

## Carreira
Vleminckx começou sua carreira no Beveren e foi em julho de 2005 para o Oostende, depois de apenas um ano deixou o clube para assinar com o KV Mechelen. Em 6 de junho de 2009 o NEC comprou o atacante de 23 anos do KV Mechelen por € 1,8 milhões, ele assinou um contrato de quatro anos até julho de 2013  Em 25 de março de 2011, Vleminckx assinou um contrato a partir de Junho de 2011 com o Club Brugge. O Brugge pagou € 3,3 milhões a NEC como prémio de transferência.